# Införandet av euron

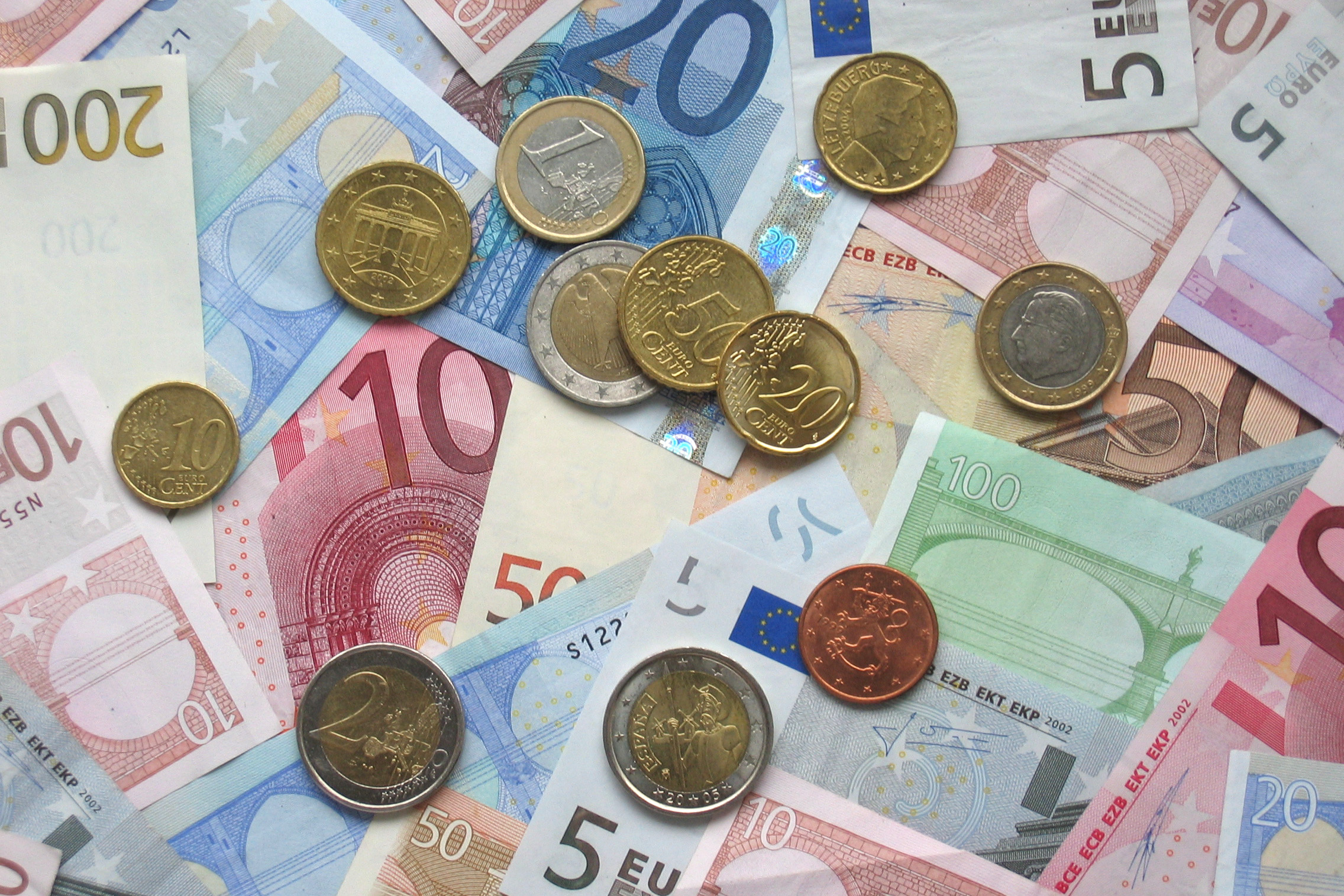
Eurosedlar och euromynt infördes den 1 januari 2002.

Införandet av euron ägde rum den 1 januari 1999 i Belgien, Finland, Frankrike, Irland, Italien, Luxemburg, Nederländerna, Portugal, Spanien, Tyskland och Österrike och innebar påbörjandet av den tredje etappen av den ekonomiska och monetära unionen. Omräkningskurserna mellan de tidigare nationella valutorna fastställdes därmed oåterkalleligen, men eurosedlar och euromynt infördes först den 1 januari 2002. Fram till dess fortsatte sedlar och mynt i de nationella valutorna att vara i omlopp, formellt som underenheter till euron. Införandet av euron var slutet på en lång process som hade påbörjats genom Wernerrapporten från 1970 med syfte att skapa en ekonomisk och monetär union med en gemensam valuta.
Euron har sedan sitt ursprungliga införande även införts i Grekland (2001), Slovenien (2007), Cypern och Malta (2008), Slovakien (2009), Estland (2011), Lettland (2014), Litauen (2015) och Kroatien (2023) vid början av respektive år.

## Tillkomst

### Wernerrapporten

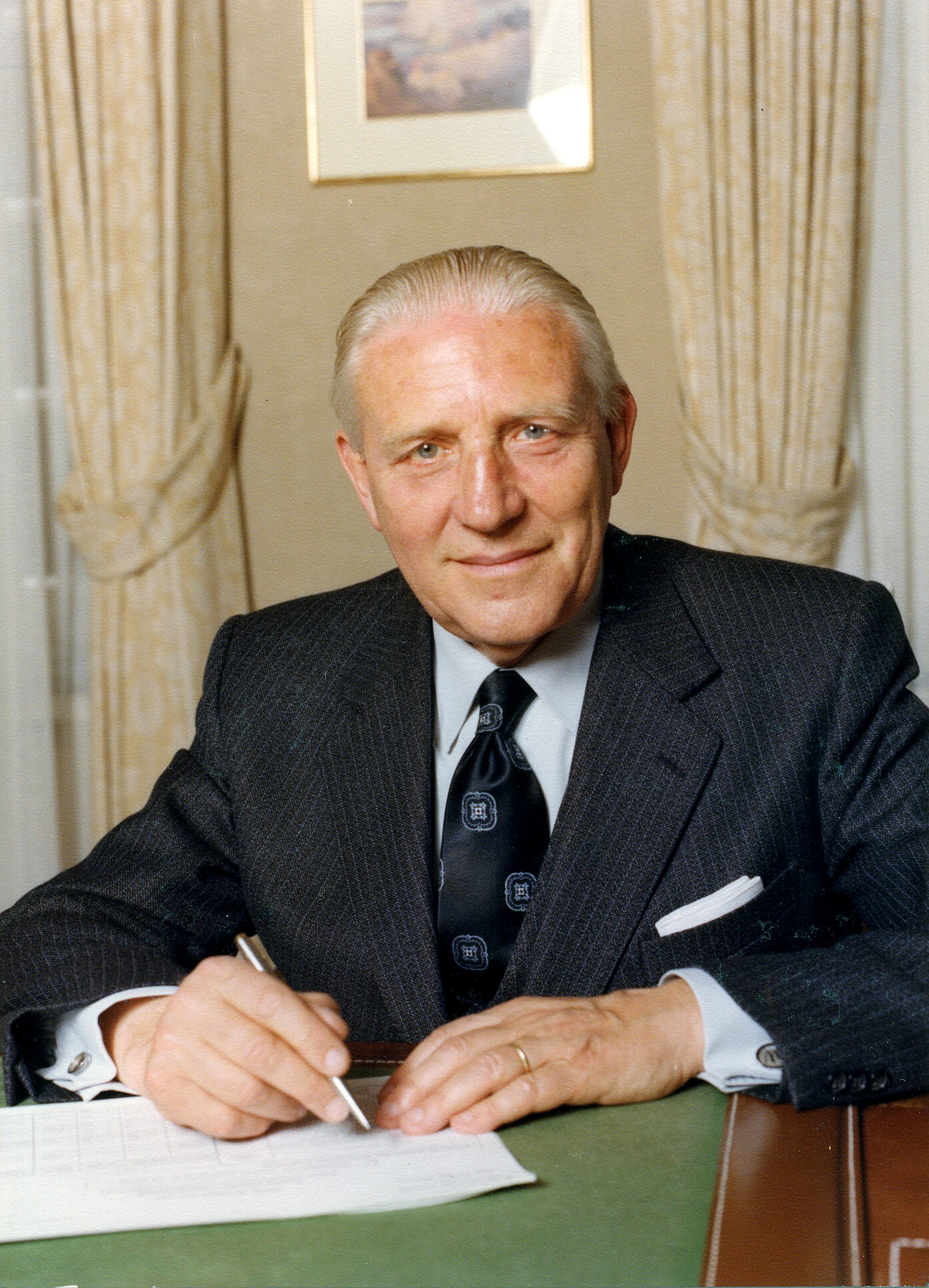
Pierre Werners rapport var starten på en monetär union.

De ursprungliga idéerna om en ekonomisk och monetär union med en gemensam valuta i Europa utvecklades långt innan upprättandet av Europeiska gemenskaperna. Till exempel föreslog Gustav Streseman i Nationernas förbund 1929 att en europeisk valuta skulle införas för att lösa den ökade ekonomiska splittringen som hade uppkommit på grund av det stora antalet europeiska länder efter första världskriget. Vid denna tidpunkt var minnena av Latinska myntunionen, som innefattade Belgien, Frankrike, Italien och Schweiz och som hade upplösts till följd av första världskriget, fortfarande färska i beslutsfattarnas minnen.
Ett första försök att skapa en ekonomisk och monetär union mellan medlemsstaterna inom Europeiska ekonomiska gemenskapen gjordes 1969 på initiativ av Europeiska gemenskapernas kommission. Kommissionen fastslog att ökad koordinering av medlemsstaternas ekonomiska politik och monetära samarbete behövdes. Frågan diskuterades vid Europeiska rådets sammanträde i Haag, Nederländerna, i december 1969 och ledde till att Luxemburgs premiärminister Pierre Werner fick i uppdrag att utarbeta ett förslag till hur växelkursfluktuationerna skulle kunna minskas. Hans rapport, Wernerrapporten, offentliggjordes i oktober 1970 och föreslog en centralisering av all nationell makroekonomisk politik för att fullständigt och oåterkalleligen låsa växelkurserna och fullända den fria rörligheten för kapital. Han föreslog dock aldrig inrättandet av en gemensam centralbank. Den så kallade valutaormen inrättades 1971 med syfte att minska växelkursfluktuationerna, dock utan några större framgångar.
1971 kollapsade Bretton Woodssystemet till följd av att USA:s president Richard Nixon beslutade att dollarvärdet inte längre skulle garanteras med ett fast inlösenpris i guld. Som en följd drabbades världens alla stora valutor av turbulens och de efterföljande växelkursfluktuationerna och devalveringarna ledde till en ökad vilja att skapa en europeisk monetär union.

### Europeiska monetära systemet

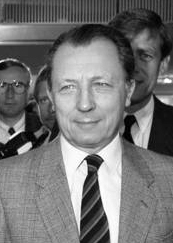
Jacques Delors föreslog en plan för en monetär union.

Som ett första steg mot en monetär union bildades Europeiska monetära systemet den 13 mars 1979. Det innebar att alla medlemsstater inom Europeiska ekonomiska gemenskapen, utom Storbritannien, valde att binda sina nationella valutor till en nyinrättad europeisk valutaenhet genom en växelkursmekanism med syfte att minimera växelkursfluktuationerna och bekämpa inflation. Storbritannien anslöt dock sin valuta 1990.
I februari 1986 formaliserades det politiska samarbetet, inklusive den monetära politiken, inom gemenskapen genom europeiska enhetsakten. Vid Europeiska rådets sammanträde i Hannover, Tyskland, den 14 juni 1988 påbörjades utarbetandet av ett monetärt samarbete. Frankrike, Italien och Europeiska gemenskapernas kommission stödde till fullo en monetär union med en centralbank, vilket Storbritanniens premiärminister Margaret Thatcher motsatte sig.
Europeiska rådet beslutade att ge kommissionsordförande Jacques Delors i uppdrag att vara ordförande för ett ad hoc-utskott bestående av de nationella centralbankscheferna med uppgift att föreslå en tidplan med klara, praktiska och realistiska steg för att skapa en ekonomisk och monetär union. Detta sätt att arbeta på var inspirerat av Spaakmetoden och resulterade i Delorsrapporten från 1989.
Både Frankrike och Storbritannien motsatte sig en tysk återförening och försökte få Sovjetunionen att stoppa den. I slutet av 1989 gick dock Frankrike med på en tysk återförening i utbyte mot tyskt stöd för en monetär union. Delorsrapporten föreslog en plan bestående av tre etapper för hur en ekonomisk och monetär union skulle skapas. Förslaget innefattade bildandet av en europeisk centralbank och införandet av en gemensam valuta. Den första etappen bestod av att fullfölja den fria rörligheten för kapital inom Europeiska ekonomiska gemenskapen genom att upphäva alla kapitalrestriktioner den 1 juli 1990. Genom fördraget om Europeiska unionen, som trädde i kraft den 1 november 1993, infördes bestämmelserna om införandet av en gemensam valuta, dock utan Danmarks och Storbritanniens deltagande. Ratificeringen av fördraget hade varit komplicerad. Tyskland ville inte ge upp sin stabila valuta, samtidigt som Frankrike hade problem med att få fördraget godkänt i en folkomröstning. I Danmark avslogs fördraget i en första folkomröstning och först efter att vissa undantag hade utlovats kunde fördraget godkännas i en andra folkomröstning.
Den 16 september 1992 skakades växelkursmekanismen av sin största kris när värdet på det brittiska pundet föll så kraftigt att valutan inte längre kunde kvarstå i växelkursmekanismen. Även den italienska liran tvingades lämna växelkursmekanismen. Till följd av denna kris reformerades växelkursmekanismen för att tillåta större fluktuationer mellan de anslutna valutorna.

### Bildandet av en ekonomisk och monetär union

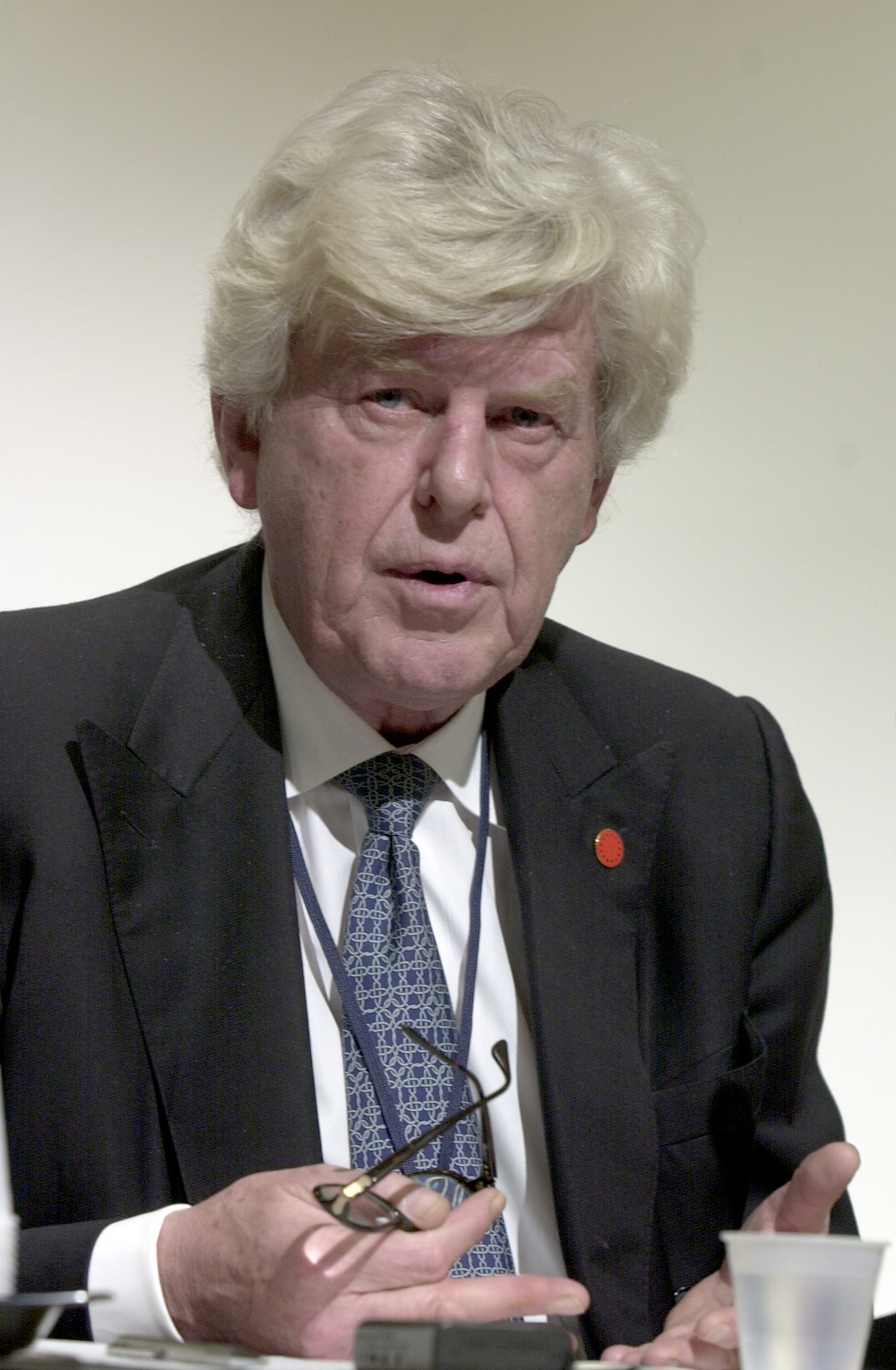
Wim Duisenberg var centralbankens första ordförande.

Den andra etappen i Delorsrapportens förslag till hur en ekonomisk och monetär union skulle bildas påbörjades den 1 januari 1994 när Europeiska monetära institutet inrättades. Institutet sammanträdde för första gången den 12 januari 1994 med Alexandre Lamfalussy som ordförande. Vid Europeiska rådets sammanträde i Madrid, Spanien, den 15–16 december 1995 beslutade medlemsstaternas stats- eller regeringschefer att namnet på den gemensamma valutan skulle vara ”euro” istället för ”ecu”, som var förkortningen för den europeiska valutaenheten. Samtidigt beslutades att euron skulle införas som valuta den 1 januari 1999.
Den 17 juni 1997 antog Europeiska rådet vid sitt sammanträde i Amsterdam, Nederländerna, stabilitets- och tillväxtpakten med syfte att garantera sunda statsfinanser. Vid sammanträdet beslutades även att en ny växelkursmekanism skulle inrättas i samband med införandet av euron för de nationella valutor som inte skulle ersättas av euron. Europeiska unionens råd beslutade samma dag att den europeiska valutaenheten skulle ersättas av euron den 1 januari 1999. Den 3 maj 1998 beslutade rådet även vilka medlemsstater som skulle införa den nya valutan. Elva medlemsstater ansågs uppfylla konvergenskriterierna för att få införa euron; endast Danmark, Grekland, Storbritannien och Sverige kvarstod utanför eurosamarbetet.
Den 1 juni 1998 inrättades Europeiska centralbanken, som ersatte Europeiska monetära institutet. Europeiska centralbanken övertog dock inte sina fulla befogenheter förrän införandet av euron hade ägt rum den 1 januari 1999. Den första centralbankschefen var Wim Duisenberg, som tidigare hade varit ordförande för Europeiska monetära institutet och Nederländernas centralbank. De oåterkalleligen låsta omräkningskurserna fastställdes av Europeiska unionens råd den 31 december 1998, dagen innan införandet av euron. Omräkningskurserna kunde inte fastslås tidigare eftersom ecun, som euron ersatte med förhållandet 1:1, hade ett värde som även berodde på valutorna utanför euroområdet, framför allt det brittiska pundet. På grund av skillnader i nationella bestämmelser för avrundning och värdesiffror beräknades omräkningskurserna för de nationella valutorna genom en triangulering mot euron.

## Införande
Införandet av euron ägde rum den 1 januari 1999, när de nationella valutorna inom euroområdet ersattes av den gemensamma valutan. Formellt innebar införandet att omräkningskurserna mellan euron och de nationella valutorna låstes oåterkalleligen och att de nationella valutorna blev underenheter till euron, likt öre är en underenhet till krona. Sedlar och mynt i de nationella valutorna kvarstod i omlopp som lagligt betalningsmedel till dess att eurosedlar och euromynt infördes den 1 januari 2002. Från och med den 1 januari 1999 utfärdades alla statsobligationer i euro inom euroområdet.
Under sin första handelsdag, den 5 januari 1999, steg värdet på euron till 1,19 amerikanska dollar. Euron övertog snabbt på finansmarknaden efter de nationella valutorna. Trots att handel i tysk mark hade förväntats fortsätta parallellt med euron avtog denna handel snabbt efter införandet av euron. I slutet av 1999 tappade dock euron i värde gentemot den amerikanska dollarn, vilket ledde till att G7 gick in med stödåtgärder för att stärka euron under 2001.

### Sedeltryckning och myntprägling
Utformningen av de nya sedlarna och mynten presenterades mellan 1996 och 1998. Tryckningen av sedlar och präglingen av mynt påbörjades den 11 maj 1998. Produktionen av sedlar och mynt var omfattande och tog tre och ett halvt år att slutföra. Totalt producerades 7,4 miljarder sedlar och 38,2 miljarder mynt, som sattes i omlopp 2002. Monaco, San Marino och Vatikanstaten präglade mynt med egna motiv på den nationella sidan i små kvantiteter, som blev eftertraktade av myntsamlare.
Parallellt med produktionen av sedlar och mynt påbörjades en informationskampanj för att upplysa allmänheten om de nya sedlarna och mynten. Den 15 december 2001 började bankerna sälja startpaket med eurosedlar och euromynt. Med början den 1 december 2001 distribuerades sedlar och mynt till affärerna. Det var förväntat att stora problem skulle uppstå under och efter den 1 januari.

### Övergången till sedlar och mynt
De första köpen med de nya eurosedlarna och euromynten gjordes den 1 januari 2002 på den franska ön Réunion i Indiska oceanen på grund av öns geografiska läge. Den huvudsakliga övergången till euron ägde dock rum i samband med att midnatt ägde rum vid Europeiska centralbankens säte i Frankfurt am Main, Tyskland. I Finland hade den nationella centralbanken öppet i en timme under midnatt för att låta medborgare växla pengar.
Bortsett från Tyskland var planen för införandet av den nya valutan i princip densamma överallt i euroområdet. Bankerna skulle tillåta växling av de ersatta nationella valutorna och endast tillåta uttag i euro i bankomater. Affärsidkare skulle acceptera de ersatta nationella valutorna, men endast ge växel i euro. I Tyskland däremot upphörde den tyska marken omedelbart att vara lagligt betalningsmedel och kunde endast växlas in vid banker.
I praktiken genomfördes övergången till eurosedlar och euromynt smidigt med få problem. Den 2 januari hade alla bankomater i sju medlemsstater samt 90 procent av alla bankomater i ytterligare fyra andra medlemsstater ersatts med euro. Italien var den medlemsstat som hade lägst andel euro i bankomaterna; endast 85 procent av den nationella valutan hade ersatts. Många konsumenter valde att spendera sina pengar i de gamla nationella valutorna i affärer istället för att växla vid bankerna. Detta ledde till en tillfällig brist på växel i euro, vilket innebar att växel i de gamla valutorna gavs tillbaka i vissa fall.
Enligt en europeisk förordning skulle omräkning av priser och andra belopp mellan de nationella valutorna och euron ske enligt de officiella omräkningskurserna, som fastställdes med sex signifikanta siffror innan införandet av euron. Omräkningskurserna fick inte avrundas eller avkortas. En del affärsidkare utnyttjade dock valutaövergången för att i smyg höja sina priser. I vissa fall uppdagades prishöjningarna och affärerna tvingades kompensera sina kunder.

### Senare införanden
Sedan införandet av eurosedlar och euromynt har flera nya medlemsstater inom Europeiska unionen infört den gemensamma valutan; Slovenien den 1 januari 2007, Cypern och Malta den 1 januari 2008, Slovakien den 1 januari 2009, Estland den 1 januari 2011, Lettland den 1 januari 2014, Litauen den 1 januari 2015 och Kroatien den 1 januari 2023. Dessa medlemsstater har infört euron genom ett så kallat Big Bang-scenario som innebär att eurosedlar och euromynt införs samtidigt som euron blir den officiella valutan. Detta i motsats till det ursprungliga införandet av euron som skedde genom det så kallade Madrid-scenariot som innebar att euron infördes 1999 och sedlar och mynt infördes tre år senare.
Genom ett monetärt avtal, liknande de som Monaco, San Marino och Vatikanstaten slöt i samband med införandet av euron, blev euron även officiell valuta i Andorra den 1 juli 2013. Dessförinnan hade Andorra ingen egen officiell valuta, även om euron i praktiken hade använts som valuta ända sedan dess införande.
Sju medlemsstater inom Europeiska unionen har fortfarande kvar egna nationella valutor och ingår därmed ännu inte i euroområdet: Bulgarien, Danmark, Polen, Rumänien, Sverige, Tjeckien och Ungern. Bortsett från Danmark har dessa medlemsstater förbundit sig att införa euron som valuta när de väl uppfyller de så kallade konvergenskriterierna. I en folkomröstning under 2000 avslog majoriteten av det danska folket införandet av euron i Danmark. I en motsvarande folkomröstning i Sverige under 2003 erhölls ett liknande utfall.